# Château Clos Haut-Peyraguey
Koordinaten: 44° 32′ 58,7″ N, 0° 20′ 15,5″ W

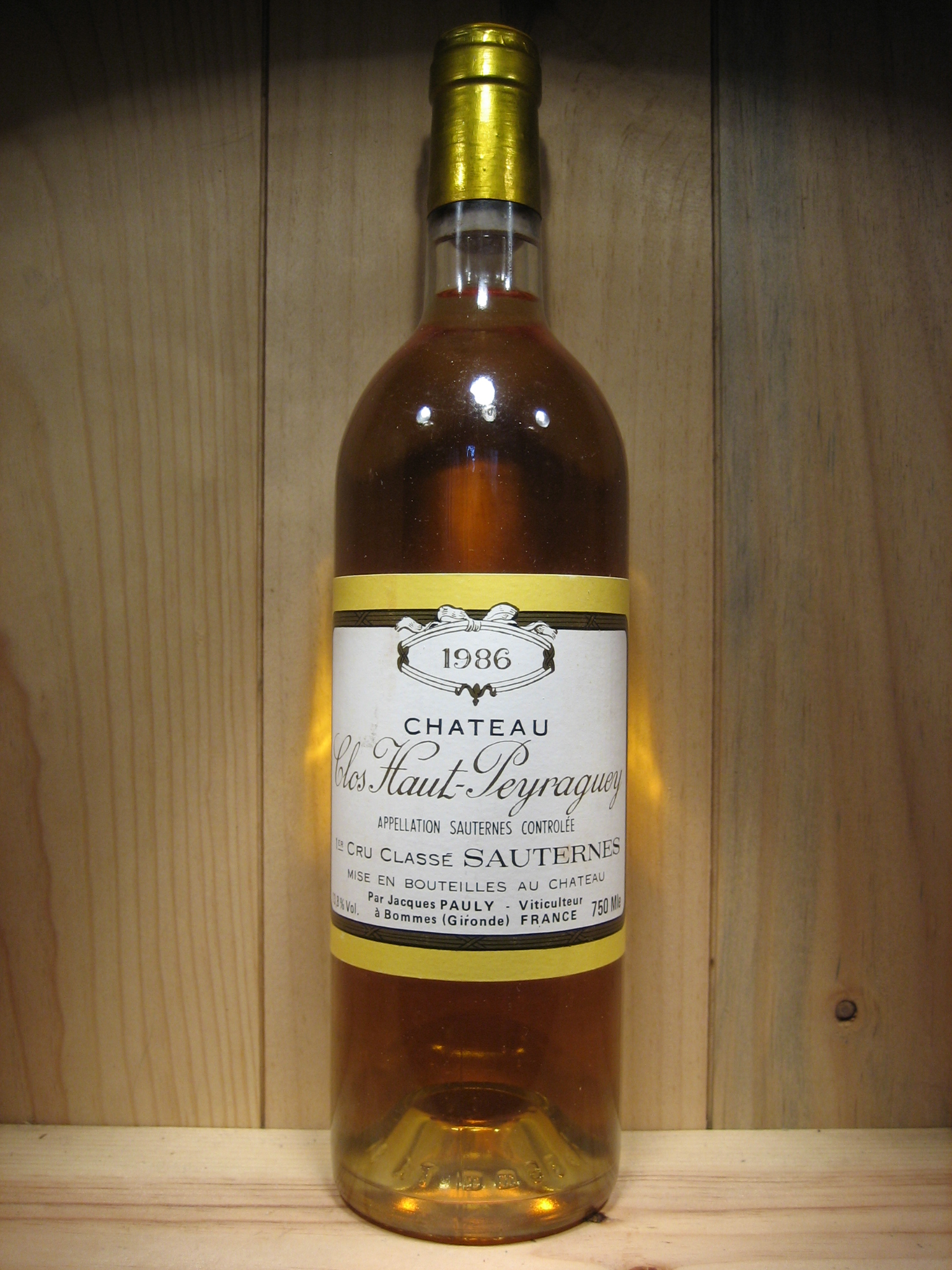
Eine Flasche Château Clos Haut-Peyraguey des Jahrgangs 1986.

Château Clos Haut-Peyraguey ist eines der bekanntesten Weingüter für die Herstellung des Süßweins von Sauternes. Das Weingut liegt in Frankreich in unmittelbarer Nachbarschaft zu Château d’Yquem, auf der höchsten Stelle des Ortsteils Bommes gelegen. Die Weinberge liegen auf einer Höhe von 50 m bis 88 m.
Zur Zeit der Klassifikation von 1855 gehörten die Rebflächen noch zum Château Peyraguey. Die höchstgelegenen Flächen hatten schon damals den Gemarkungsnamen Clos Haut-Peyraguey. Das Gut genießt den Rang eines Premier Cru.
Das 17 Hektar große Weingut ist zu 90 % mit der Rebsorte Sémillon und zu 10 % mit Sauvignon Blanc bestockt. 12 Hektar sind zur Produktion des Premier Cru-Weins bestimmt, 5 ha werden als Zweitwein unter dem Namen Château Haut-Bommes vermarktet. Der Wein reift 18 Monate in Barriques, die jährlich zu 50 % erneuert werden.

## Geschichte
Die Ursprünge des Guts liegen im Dunkeln. Bekannt ist lediglich, das ab 1618 der Bürger Raymond Peyraguey ein Anwesen und umfangreiche Ländereien in Bommes besaß. Château Peyraguey wurde am 17. Juli 1742 von Baron Nicolas-Pierre de Pichard, dem damaligen Präsidenten des lokalen Parlement von Bordeaux aufgekauft. De Pichard war später auch Besitzer der Weingüter Coutet und Lafite. Während der Französischen Revolution wurde de Pichard am 30. Juni 1794 hingerichtet und das Gut in Staatseigentum überführt. Während nahezu 2 Jahren wurde das unter dem Namen Château Pichard-Peyraguey bekannte Weingut an einen lokalen Winzer namens Vignon verpachtet. Am 22. Juni 1796 erwarb Herr Lafaurie das Weingut mit seinen Ländereien für die Summe von 79.500 Francs. Lafaurie verhalf dem Weingut zu großem Ansehen. Im Jahr 1837 vermachte Lafaurie seinen beiden Söhnen das Weingut. Im Jahr 1860 heiratete eine Witwe Lafaurie den Journalisten und Schriftsteller Jean Saint-Rieul-Dupouy. Er machte das Weingut auch am spanischen Königshof bekannt und trug zur steigenden Bekanntheit der Weine von Peyraguey bei. König Alfons XII. von Spanien galt als großer Verehrer der Weine von Château Pichard-Peyraguey. Das Ehepaar verkaufte das Weingut jedoch im Jahr 1865 an Charles Marie Tanneguy Duchâtel, einen ehemaligen Innenminister von Ludwig Philipp I. und Mitglied der Académie des sciences morales et politiques sowie Eigner von Château Lagrange.
Nach dessen Tod 1879 ging Château Pichard-Peyraguey an seine Enkelin Charlotte de Trémoille und wurde kurz darauf aufgeteilt. Der nunmehr unabhängige Teil Clos Haut-Peyraguey ging an einen Apotheker aus Paris, Herrn Grillon während der größere Teil unter dem Namen Château Lafaurie-Peyraguey von den Händlern Farinel und Grédy übernommen wurde.
1914 kaufte Eugène Garbay, der Besitzer von Château Haut Bommes, zusammen mit dem bordelaiser Weinhändler Ferdinand Ginestet (und damaligem Besitzer von Château Margaux) das Weingut. Während Garbay seinen Anteil an seine Enkel, Bernard und Pierre Pauly vermachte, gingen die Anteile von Ginestet in eine Verwaltungsgesellschaft der Familie auf. Die Verwaltungsgesellschaft ist bis heute Eignerin des Weinguts. Das Gut wird seit 1969 von Jacques Pauly und seiner Frau Jacqueline verwaltet.